# Ixonotus guttatus
El bulbul moteado (Ixonotus guttatus) es una especie de ave paseriforme de la familia Pycnonotidae que vive en África Central y África occidental. Es la única especie del género monotípico Ixonotus.

## Distribución y hábitat
Se encuentra en los siguientes países: Angola, Camerún, República Centroafricana, República del Congo, República Democrática del Congo, Costa de Marfil, Guinea Ecuatorial, Gabón, Ghana, Guinea, Guinea-Bissau, Liberia, Nigeria, Sierra Leona, Tanzania y Uganda.
Su hábitat natural son las selvas húmedas tropicales.